# 铁伊斯佩斯
铁伊斯佩斯（古波斯楔形文字：𐎨𐎡𐏁𐎱𐎡𐏁 ）；（?—前640年），波斯国王（约公元前675年—约公元前640年在位），为大流士二世和居鲁士二世的祖先。他统治波斯湾北部的安善地区，力图于埃兰与亚述两个强国中保持中立的地位，后将国土一分为二，由两个儿子阿里亚兰尼斯与居鲁士一世分别管理。